# Marcolès
Marcolès is een gemeente in het Franse departement Cantal (regio Auvergne-Rhône-Alpes) en telt 577 inwoners (1999). De plaats maakt deel uit van het arrondissement Aurillac. Marcolés is lid van Les Plus Beaux Villages de France.

## Geografie
De oppervlakte van Marcolès bedraagt 51,8 km², de bevolkingsdichtheid is 11,1 inwoners per km².
De onderstaande kaart toont de ligging van Marcolès met de belangrijkste infrastructuur en aangrenzende gemeenten.

## Demografie
Onderstaande figuur toont het verloop van het inwonertal (bron: INSEE-tellingen).

Vanwege een beveiligingsprobleem met de MediaWiki Graph-software is het momenteel niet mogelijk deze grafiek weer te geven. Zodra de software is bijgewerkt zal de grafiek vanzelf weer zichtbaar worden.